# 바이오닉 우먼

소머즈 로고

《바이오닉 우먼》(The Bionic Woman)는 1976년부터 1978년까지 방영된 미국 TV 시리즈물이며, 린지 와그너가 주연을 맡았다.
이 작품은 《6백만 달러의 사나이》(The Six Million Dollar Man)의 스핀오프 시리즈로, 주인공 제이미 소머즈가 사고 후 바이오닉 기술을 통해 초인적인 능력을 갖게 되면서 특수 공작원으로 활약하는 이야기를 다룬다.
대한민국에서는 1976년부터 1978년까지 MBC를 통해 《특수공작원 소머즈》라는 제목으로 외화 시리즈 방영되었으며, 시청자들로부터 큰 호응을 얻었다.

## 줄거리
1975년, 《6백만 불의 사나이》(The Six Million Dollar Man)의 2부작 에피소드 〈바이오닉 우먼〉(The Bionic Woman)에서 처음으로 제이미 소머즈(Jaime Sommers)라는 캐릭터가 등장한다.
첫 번째 에피소드에서 스티브 오스틴은 고향인 캘리포니아 오하이(Ojai)를 방문해 매물로 나온 목장을 구매하고, 어머니와 계부인 헬렌 및 짐 엘진을 만나러 간다. 이 방문 중 그는 고등학교 시절 연인이었던 제이미 소머즈와 재회하는데, 제이미는 당시 미국 내 상위 5위권에 드는 유명 테니스 선수였다.
그러던 중, 스카이다이빙 데이트 도중 제이미의 낙하산이 제대로 작동하지 않아 그녀는 나무 가지를 뚫고 지면으로 추락하게 되며, 머리, 다리, 오른팔에 심각한 외상을 입는다.
이에 스티브는 자신의 상관인 오스카 골드먼(Oscar Goldman)에게 감정적으로 호소하며 제이미를 살리기 위해 바이오닉 수술을 요청한다. 오스카가 난색을 표하자, 스티브는 제이미를 과학정보국(OSI)의 요원으로 활동하게 하겠다고 설득하고, 결국 오스카는 이를 수락해 루디 웰스 박사(당시 배우는 앨런 오펜하이머)와 바이오닉 팀에 재건을 맡긴다.
제이미의 신체는 스티브처럼 재건되지만, 오스카는 이후 "제이미의 부품이 작아서 비용이 덜 들었다"고 농담을 던진다(비록 독일판 제목은 《7백만 불의 여자》(Die Sieben Millionen Dollar Frau)였다). 그녀는 오른팔과 양다리에 바이오닉 기능을 갖추고 있으며, 스티브처럼 눈 대신 오른쪽 귀에 바이오닉 청각 장치가 탑재되었다.
그녀의 다리는 시속 60마일 이상(〈Doomsday Is Tomorrow〉에서는 62마일 이상, 〈Winning is Everything〉에서는 시속 100마일로 달리는 레이싱카를 추월함)으로 달릴 수 있고, 높은 곳에서도 자유롭게 점프가 가능하다. 오른팔은 강철을 구부리거나 물체를 멀리 던지는 능력을 지니고 있으며, 오른쪽 귀는 거의 모든 소리를 잡아낼 수 있을 정도의 증폭 청력을 제공한다. 이러한 바이오닉 장치들은 겉보기에 자연스러운 인체와 거의 구별되지 않지만, 손상이 발생하면 내부 메커니즘이 드러나기도 한다. (예: 〈Doomsday Is Tomorrow〉 2부에서 오른쪽 다리가 손상됨)
또한, 제이미는 바하마로 휴가를 떠난 중, 바이오닉 피부가 햇빛에 의해 선탠이 되지 않는다는 사실도 알게 된다.
수술 후 제이미가 회복되자, 스티브는 그녀가 OSI 요원이 되지 않도록 하려 하지만, 제이미는 오스카의 임무를 자원해서 맡는다. 그러나 임무 수행 중 바이오닉 장치가 오작동하며, 제이미는 극심한 두통과 통증을 겪는다.
웰스 박사는 제이미의 신체가 바이오닉을 거부하고 있으며, 심각한 뇌혈전이 원인임을 밝혀낸다. 결국 제이미는 병원에서 혼란 상태에 빠지고 도주하며, 스티브가 그녀를 뒤쫓는다. 제이미는 그의 품에 쓰러지고, 곧이어 수술 도중 신체가 기능을 멈추며 사망한 것으로 전해진다.
그러나 제이미는 워낙 인기가 높았기 때문에, ABC 방송국은 작가들에게 그녀를 되살릴 방법을 요청했고, 다음 시즌 첫 에피소드에서 제이미가 사실은 죽지 않았으며, 스티브에게는 그 사실이 알려지지 않았던 것으로 설정된다.
스티브가 자신의 바이오닉 다리에 심각한 손상을 입고 병원에 입원하게 되며, 그곳에서 제이미를 목격하고는 혼수 상태에 빠진다.
스티브가 회복한 후 알게 된 바에 따르면, 루디 박사의 조수인 마이클 마르케티 박사의 권유로 루디는 제이미를 냉동보존(cyrogenic suspension) 상태로 유지하면서 혈전을 제거한 뒤 회복시켰다.
이 과정에서 제이미는 역행성 기억상실증(레트로그레이드 아뮤니시아)을 겪게 되어, 스티브와의 관계 및 과거 사건을 기억하지 못하게 된다. 기억을 떠올리려 할 때마다 통증과 두통이 발생했기 때문에, 스티브는 그녀를 위해 다른 시설로 전근해 줄 것을 오스카에게 요청한다.
이후 제이미는 기억 회복 수술을 성공적으로 마치게 되나, 스티브에 대한 사랑과 스카이다이빙 사고에 대한 기억만은 복구되지 않는다. 두 사람은 다시 만나게 되고, 제이미는 "이제 친구부터 시작하자"며 새로운 관계를 제안하고, 스티브도 이를 받아들인다.
제이미는 테니스 선수 생활에서 은퇴한 뒤, 오하이의 공군 기지 내 학교에서 교사로 일하게 된다. 그녀는 스티브의 부모가 소유한 목장의 헛간 위에 있는 아파트에서 거주하게 되며, 헬렌과 짐은 두 사람의 바이오닉 신체와 비밀 요원으로서의 삶을 모두 알고 있는 몇 안 되는 인물이다.
시즌 3의 시작은 2부작 에피소드인 〈바이오닉 독〉(The Bionic Dog)으로 시작된다. 여기서 제이미는 맥스(맥시밀리언, Maximillion)이라는 바이오닉 개를 발견하게 되는데, 그는 독일 셰퍼드종으로, 바이오닉 턱과 다리를 갖추고 있으며, 최고 시속 90마일로 달릴 수 있다. 맥스의 바이오닉은 스티브와 제이미보다도 이전 세대의 실험용 장치로, 어린 시절 실험실 화재에서 입은 외상이 심리적 거부 반응으로 이어져 폐기 위기에 처해 있었다.
제이미는 이를 알아차리고, 치료를 도우며 결국 맥스는 회복에 성공해 제이미와 함께 지내며 이후 몇몇 에피소드에서 활약하게 된다. 처음에는 이 개를 중심으로 한 스핀오프 시리즈가 기획되었으나, 방송국은 이를 거절했고, 대신 맥스는 시즌 3 전체에서 제이미와 함께 출연하게 되었다.

## 등장 인물
- 린지 와그너 — 제이미 소머즈 역 (고정)
- 리처드 앤더슨 — 오스카 골드먼 역 (고정)
- 마틴 E. 브룩스 — 루디 웰스 박사 역 (시즌 2, 3)
- 리 메이저스 — 스티브 오스틴 역 (시즌 3)

## 에피소드 목록
- 시즌 1: 1976년 1월 14일 ~ 1976년 5월 26일 (ABC)
  - 1x01: 어서 와, 제이미 1부(Welcome Home, Jaime: Part 1)
  - 1x02: 어서 와, 제이미 2부(Welcome Home, Jaime: Part 2)
  - 1x03: 자비의 천사(Angel of Mercy)
  - 1x04: 과거의 한 조각(A Thing of the Past)
  - 1x05: 발톱(Claws)
  - 1x06: 치명적인 미사일(The Deadly Missiles)
  - 1x07: 바이오닉 미인(Bionic Beauty)
  - 1x08: 제이미의 어머니(Jaime's Mother)
  - 1x09: 승리가 전부다(Winning is Everything)
  - 1x10: 죽음의 협곡(Canyon of Death)
  - 1x11: 날아라, 제이미(Fly Jaime)
  - 1x12: 제이미의 투옥(The Jailing of Jaime)
  - 1x13: 거울 속의 제이미(Mirror Image)
  - 1x14: 유령 사냥꾼(The Ghosthunter)
- 시즌 2: 1976년 9월 22일 ~ 1977년 5월 4일 (ABC)
  - 2x01: 빅풋의 귀환: 1부(The Return of Bigfoot: Part 1)
  - 2x02: 빅풋의 귀환: 2부(The Return of Bigfoot: Part 2)
  - 2x03: 링 위의 제이미 소머즈(In This Corner, Jaime Sommers)
  - 2x04: 프린세스호 습격 사건(Assault on the Princess)
  - 2x05: 내슈빌로 가는 길(Road to Nashville)
  - 2x06: 오스카를 제거하라 1부(Kill Oscar: Part 1)
  - 2x07: 오스카를 제거하라 2부(Kill Oscar: Part 2)
  - 2x08: 오스카를 제거하라 3부(Kill Oscar: Part 3)
  - 2x09: 흑마법(Black Magic)
  - 2x10: 수녀 제이미(Sister Jaime)
  - 2x11: 베가의 영향(The Vega Influence)
  - 2x12: 제이미의 배지 1부(Jaime's Shield: Part 1)
  - 2x13: 제이미의 배지 2부(Jaime's Shield: Part 2)
  - 2x14: 바이오피드백(Biofeedback)
  - 2x15: 내일은 지구 최후의 날 1부(Doomsday Is Tomorrow: Part 1)
  - 2x16: 내일은 지구 최후의 날 2부(Doomsday Is Tomorrow: Part 2)
  - 2x17: 치명적인 도플갱어 1부(Deadly Ringer: Part 1)
  - 2x18: 치명적인 도플갱어 2부(Deadly Ringer: Part 2)
  - 2x19: 철선과 죽은 자들(Iron Ships and Dead Men)
  - 2x20: 바이오닉 우먼 1부(The Bionic Woman: Part 1)
  - 2x21: 바이오닉 우먼 2부(The Bionic Woman: Part 2)
  - 2x22: 한때는 도둑이었지만(Once a Thief)
- 시즌 3: 1977년 9월 10일 ~ 1978년 5월 13일 (NBC)[1]
  - 3x01: 바이오닉 독 1부(The Bionic Dog: Part 1)
  - 3x02: 바이오닉 독 2부(The Bionic Dog: Part 2)
  - 3x03: 라스베이거스의 여성 로봇 1부(Fembots in Las Vegas: Part 1)
  - 3x04: 라스베이거스의 여성 로봇: 2부(Fembots in Las Vegas: Part 2)
  - 3x05: 로데오(Rodeo)
  - 3x06: 아프리카 연결(African Connection)
  - 3x07: 모터사이클 부기(Motorcycle Boogie)
  - 3x08: 세뇌(Brain Wash)
  - 3x09: 사랑을 향한 탈출(Escape to Love)
  - 3x10: 맥스(Max)
  - 3x11: 은퇴한 스파이(Over the Hill Spy)
  - 3x12: 모두는 하나를 위해(All For One)
  - 3x13: 피라미드(The Pyramid)
  - 3x14: 해독제(The Antidote)
  - 3x15: 화성인이 온다(The Martians Are Coming)
  - 3x16: 지구의 피난처(Sanctuary Earth)
  - 3x17: 죽음의 음악(Deadly Music)
  - 3x18: 제이미는 누구인가?(Which One is Jaime?)
  - 3x19: 유체이탈(Out of Body)
  - 3x20: 국왕 만세(Long Live the King)
  - 3x21: 추방자 목장(Rancho Outcast)
  - 3x22: 도망자(On the Run)
- TV무비
  - 6백만 불의 사나이와 바이오닉 우먼의 귀환: 1987년 5월 17일 (NBC)
  - 바이오닉 대결전: 소머즈와 오스틴: 1989년 4월 30일 (NBC)
  - 바이오닉 해피엔딩?: 1994년 11월 29일 (NBC)

## 해외 수출 방송사
- 영국 ITV (영어)
- 네덜란드 TROS (네덜란드어)
- 이탈리아 레테 4 (이탈리아어)
- 독일 RTL (독일어)
- 브라질 TV 글로부 (포르투갈어)
- 일본 NTV (NNN 가맹국) (일본어)[2]
- 대한민국 MBC (한국어)

## 같이 보기
- 슈퍼우먼
- 원더우먼
- 소녀 코만도 IZUMI
- 스파이 패밀리 요르 포저
- 힘쎈여자 도봉순
- 힘쎈여자 강남순